# Gerardo Beltrán

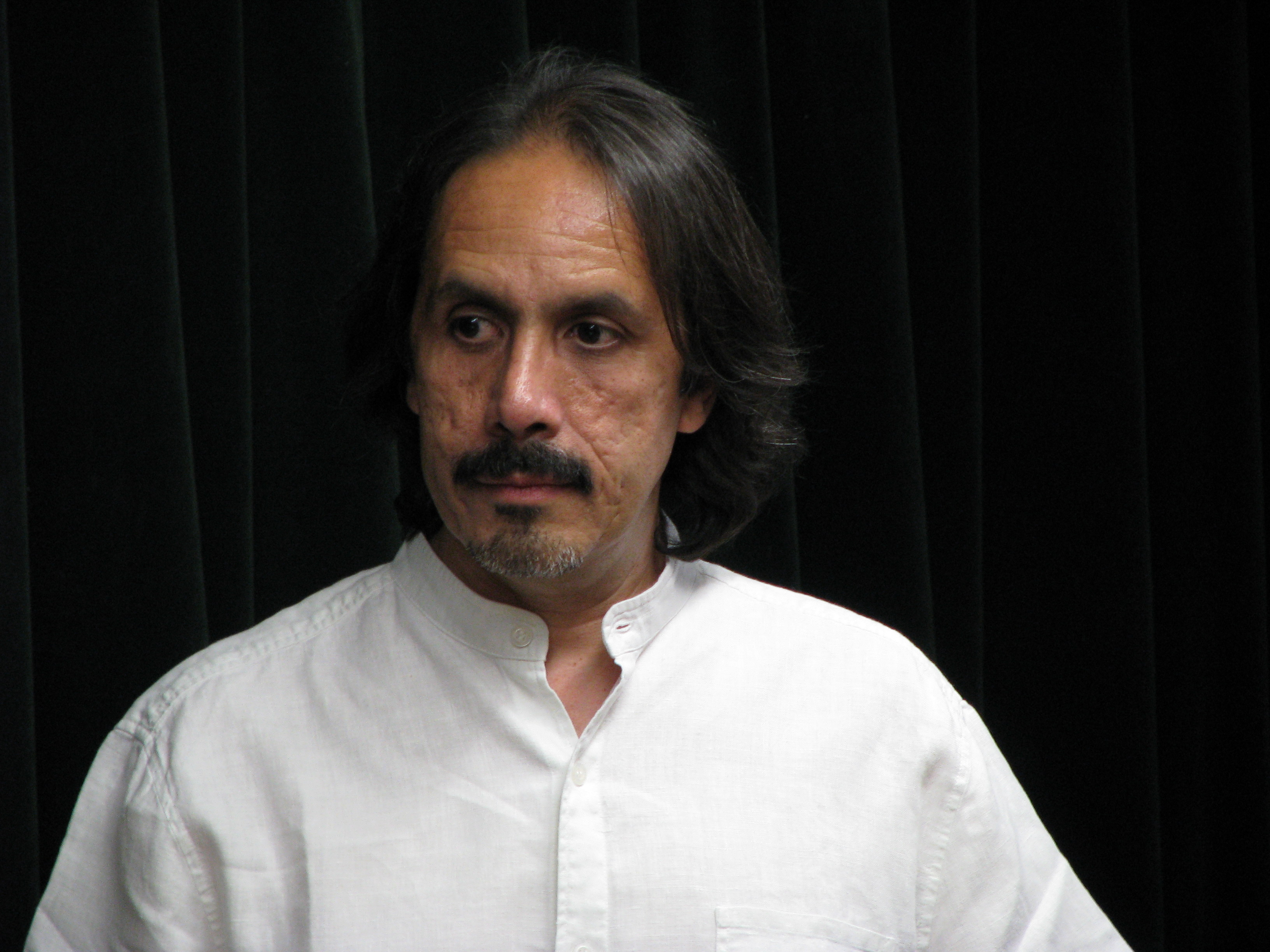
Gerardo Beltrán, Stowarzyszenie Pisarzy Polskich, Warszawa, 17 czerwca 2008 r.

Gerardo Beltrán Cejudo (ur. 11 sierpnia 1958 w m. Meksyk), meksykański poeta i tłumacz literatury pięknej.
Od 1991 r. mieszka w Polsce. Obecnie jest wykładowcą uniwersyteckim w Instytucie Iberystyki Uniwersytetu Warszawskiego, gdzie zajmuje się poezją latynoamerykańską oraz teorią i praktyką przekładu literackiego. Tytuł doktora uzyskał na podstawie dysertacji o tłumaczeniach poezji polskiej na język hiszpański. Współpracuje z warszawskim i krakowskim Instytutem Cervantesa.
Tłumaczy literaturę piękną na hiszpański z języka polskiego (m.in. twórczość Zbigniewa Herberta, Wisławy Szymborskiej, Tadeusza Różewicza i Czesława Miłosza), niemieckiego (m.in. Johannes Bobrowski), angielskiego (John F. Burns, Kerry Shawn Keys) i litewskiego (Tomas Venclova, Sigitas Geda, Kornelijus Platelis).
Wyróżnienia i nagrody: Premio Nacional de Poesía Efraín Huerta (Meksyk, 1991), nagroda dla tłumaczy, przyznawana przez litewski związek pisarzy (Wilno, 2000).
Jego poezje na język polski tłumaczyli: Leszek Engelking, Alina Kuzborska, Dorota Pudłówna i Krystyna Rodowska.
Jest członkiem honorowym Stowarzyszenia Pisarzy Polskich.
Mieszka w Warszawie.

## Twórczość poetycka
- Romper los muros (Universidad Nacional Autónoma de México, Unam 1987)
- La vida no pasa en vano por Moras (ilustracje: Josep Salat; Ediciones Prisma S.A. 1988, ISBN 968-888-171-6)
- Breve paisaje con sombras / Krótki pejzaż z cieniami (wydanie w języku polskim i hiszpańskim; Wydawnictwo małe s.c. 1996, ISBN 83-903609-2-6)
- Con el imán de la memoria y otros poemas (Fondo de cultura económica 2004, ISBN 968-16-7013-2; seria: "Letras mexicanas")
- A la velocidad de la luz / Z prędkością światła (wydanie w języku polskim i hiszpańskim; "Czuły Barbarzyńca", 2013, ISBN 978-83-62676-31-6)

## Prace naukowe
- Sobre la traducción de la forma en las versiones española y judeo-española de "El canto del pueblo judío asesinado" de Yitsjok Katzenelson (Instituto de Estudios Ibéricos e Iberoamericanos de la Universidad de Varsovia, 2015 ISBN 978-83-60875-81-0)